# Cynosurus effusus
Cynosurus effusus é uma espécie de planta com flor pertencente à família Poaceae. 
A autoridade científica da espécie é Link, tendo sido publicada em Journal für die Botanik 1799(2): 315. 1799.

## Portugal
Trata-se de uma espécie presente no território português, nomeadamente em Portugal Continental e no Arquipélago da Madeira.
Em termos de naturalidade é nativa das duas regiões atrás indicadas.

## Protecção
Não se encontra protegida por legislação portuguesa ou da Comunidade Europeia.